# (466835) 2015 BU223
(466835) 2015 BU223 es un asteroide perteneciente al cinturón de asteroides, descubierto el 7 de marzo de 2008 por el equipo Spacewatch desde el Observatorio Nacional de Kitt Peak (Arizona, Estados Unidos).